# 김종순 (1907년)
김종순(金宗順, 1907년 ~ 1972년 7월 24일)은 대한민국의 정치인이다.
광주사범학교를 졸업하고, 교사, 판사, 변호사를 역임하다가 제2대 국회의원을 지냈다.

## 역대 선거 결과
|  | 100.00% |

|  | 27.44% |

|  | 12.35% |

|  | 8.09% |

## 참고자료
- 김종순 - 대한민국헌정회